# Joachim Camerarius der Ältere

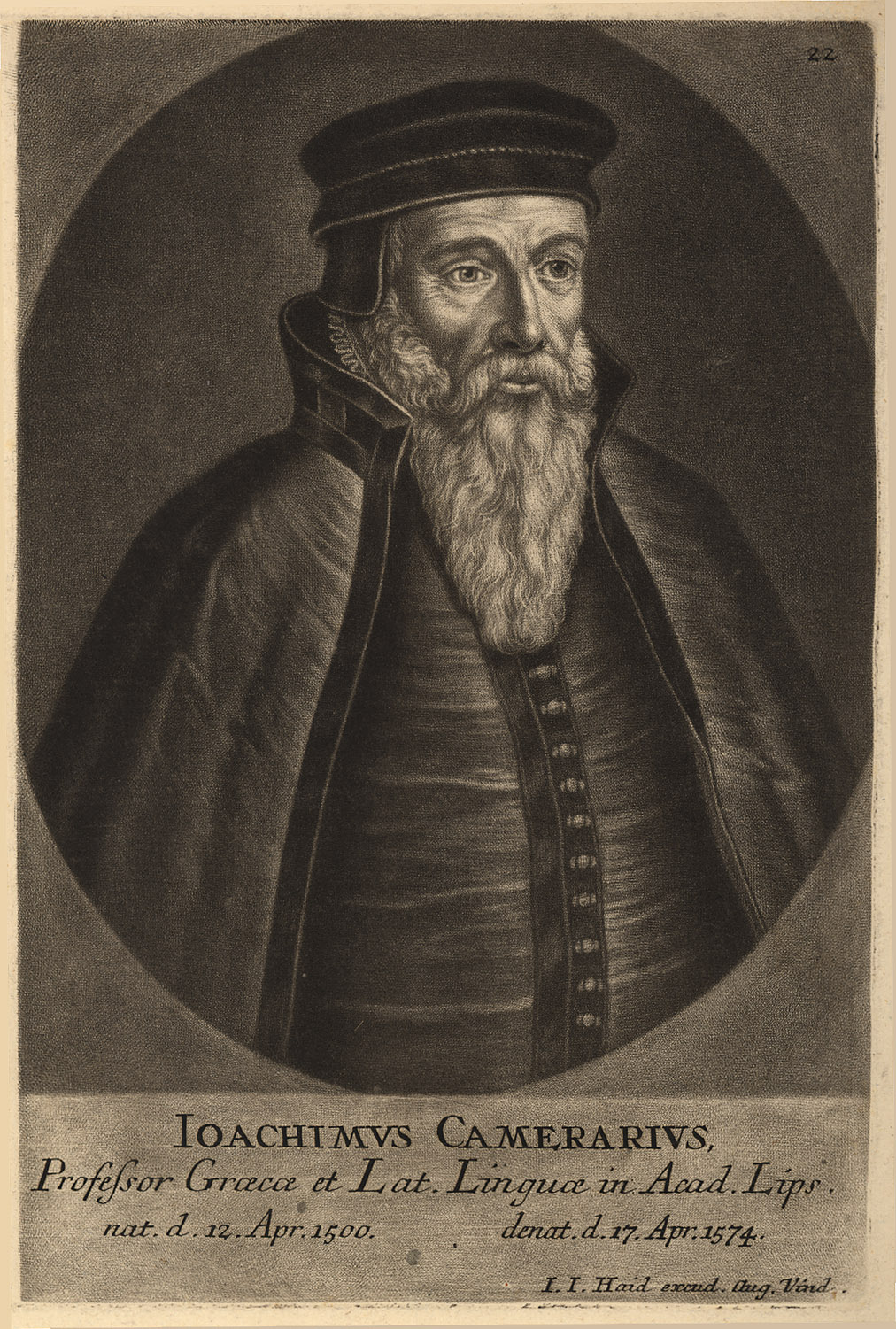
Joachim Camerarius

Joachim Camerarius der Ältere (auch Joachim Kammermeister; * 12. April 1500 in Bamberg; † 17. April 1574 in Leipzig) war ein deutscher Humanist, Philologe, Universalgelehrter und Dichter.

## Leben
Der Sohn des bischöflichen Erbkämmerers und Ratsherrn Johannes Kammermeister besuchte zunächst die Schule in Bamberg und bekam ab 1512 in Leipzig Unterricht bei dem Humanisten Georg Helt. Der ursprüngliche Name des aus Kärnten stammenden Geschlechts war Liebhard, der sich in Nebenzweigen der Familie erhielt. Da Vorfahren durch Generationen das Amt des Magister camerae der Fürstbischöfe von Bamberg ausübten, der erste, Conrad Liebhard, bereits unter Bischof Eberhard II. (1146–1172), nannten sie sich Kammermeister, in der Renaissance latinisiert zu Camerarius.
Joachim studierte in Leipzig gleichzeitig an der Universität, wo er sich ab 1516 bei Petrus Mosellanus dem Studium des Griechischen widmete.
Ab 1518 studierte er an der Universität Erfurt, wo er durch Eobanus Hessus in den dortigen Humanistenkreis eingeführt wurde, dem unter anderem auch Euricius Cordus und Mutianus Rufus angehörten. 1521 setzte Camerarius sein Studium an der Universität Wittenberg fort und schloss dort Freundschaft mit Philipp Melanchthon. 1522 erhielt er die Professur für Zoologie, in der er über die Naturalis Historia und die Institutio oratoria des Quintilian las. 1525 übernahm er die Professur für Griechische Sprache und Literatur und auf Melanchthons Empfehlung wurde er 1526 Lehrer für Griechisch und Latein an dem neu gegründeten Ägidiengymnasium in Nürnberg.
Auf dem Augsburger Reichstag 1530 fertigte Camerarius eine Nachschrift der dort verlesenen Confutatio, die er Melanchthon überließ, der nach dieser Nachschrift seine Apologie verfasste. 1532 erschien seine lateinische Übersetzung von Albrecht Dürers Underweysung der Messung unter dem Titel De Sym[m]etria partium in rectis formis hu[m]anorum corporum, 1535 seine lateinische Übersetzung eines weiteren Werks von Albrecht Dürer: Etliche underricht zu befestigung der Stett Schlosz und flecken als De urbibus, arcibus, castellisque condendis ac muniendis, rationes aliquot bei Wechel in Paris.
1535 erhielt er einen Ruf an die Universität Tübingen, wo er an der Reorganisation der Universität wesentlich mitwirkte. Von 1541 bis zu seinem Tod war Camerarius Professor an der Universität Leipzig.
Camerarius gab Werke zahlreicher antiker Autoren heraus, so beispielsweise von Demosthenes, Äsop, Herodot, Homer, Quintilian, Sophokles, Theokrit, Theophrast, Xenophon und Thukydides sowie Galenos. Auch verfasste er zu zahlreichen Schriften, etwa von Caesar und Cicero, Kommentare.
Neben diesen antiken Schriften verfasste er auch Arbeiten zur Geschichte, Theologie, Pädagogik, Mathematik und Astronomie. Neben seinen Beiträgen zur altphilologischen Forschung hat sich Camerarius besonders durch seine pädagogischen Ausführungen in der Wissenschaft verdient gemacht. Bereits lange vor Comenius entwickelte er ein pädagogisches System, auf das Comenius in seiner Didactica Magna nachweislich immer wieder zurückgegriffen hat.
Aus seiner Ehe mit Anna Truchseß von Grünberg sind die Kinder Anna (verheiratet mit Esrom Rüdinger; † 16. September 1558 in Wittenberg), Magdalena (* 23. Dezember 1529 in Nürnberg; verheiratet 1558 in Leipzig mit Johannes Hommel), Johannes (* 29. Juli 1531 in Nürnberg; † 6. Dezember 1592 in Königsberg), Martha (* 29. Dezember 1532 in Nürnberg; † vor 17. Februar 1558), Joachim (* 6. November 1534 in Nürnberg; † 11. Oktober 1598 ebenda), Philipp (* 16. Mai 1537 in Tübingen; † 23. Juni 1624 in Nürnberg), Ursula (1539–1604, verheiratet mit Dr. Caspar Jungermann), Ludwig (* 25. Juni 1542 in Leipzig; † 14. Juni 1582 in Karlsbad) und Gottfried (* 16. Juli 1546 in Leipzig) bekannt.

## Ausgaben und Übersetzungen
- als Hrsg.: Tertius libellus epistolarum Eobani Hessi et aliorum quorundam virorum […] excellentium. Leipzig 1561.
- Lothar Mundt (Hrsg.): Joachim Camerarius: Eclogae / Die Eklogen. Mit Übersetzung und Kommentar. Narr, Tübingen 2004, ISBN 3-8233-6081-7
- Camerarius, Joachim. In: Heinz Scheible (Hrsg.): Melanchthons Briefwechsel. Band 11, Personen A–E. Stuttgart/Bad Cannstatt 2003, S. 253–257.
- Volker Werner (Übersetzer): Joachim Camerarius (1500–1574): Das Leben Philipp Melanchthons. Evangelische Verlagsanstalt, Leipzig 2011, ISBN 978-3-374-02787-3
- Torsten Woitkowitz (Hrsg.): Die Briefe von Joachim Camerarius d. Ä. an Christoph von Karlowitz bis zum Jahr 1553 Edition, Übersetzung und Kommentar (= Quellen und Forschungen zur sächsischen Geschichte, Band 24). Franz Steiner, Stuttgart 2003, ISBN 978-3-515-08418-5
- Thomas Baier, Joachim Hamm, Ulrich Schlegelmilch (Hrsg.): Opera Camerarii. Eine semantische Datenbank zu den gedruckten Werken von Joachim Camerarius d. Ä. (1500–1574). Bearbeitet von Marion Gindhart, Vinzenz Gottlieb, Alexander Hubert, Manuel Huth und Jochen Schultheiß. Link (DFG-Projekt, publiziert 2019)